# Sebastián Girado
Sebastián David Girado Díaz (Cartagena de Indias; 8 de noviembre de 2004) es un futbolista colombiano que juega como delantero en el Orsomarso S.C de la segunda división de Colombia.

## Trayectoria

### Real Cartagena
Girado con 15 años y 158 días debutó como profesional el 21 de febrero de 2020 en la victoria 1-2 frente a Atlético FC en el cual también marcó su primer gol como profesional de cabeza. volvió a marcar en la derrota 5-1 frente a Quindío.

## Selección nacional

### Categorías inferiores
Participó en el sudamericano sub-15 realizado en Paraguay. Con su selección alcanzó el cuarto lugar del torneo. 

#### Participaciones en juveniles
| Competición                 | Sede     | Resultado    | Partidos | Goles |
| --------------------------- | -------- | ------------ | -------- | ----- |
| Sudamericano Sub-15 de 2019 | Paraguay | Cuarto lugar | 7        | 3     |
| Juegos Odesur 2022          | Asunción | Bronce       | 3        | 1     |

#### Goles internacionales
| # | Fecha                   | Lugar                                            | Rival     | Gol   | Resultado | Competición                    |
| - | ----------------------- | ------------------------------------------------ | --------- | ----- | --------- | ------------------------------ |
| 1 | 23 de noviembre de 2019 | Estadio General Adrián Jara, Luque, Paraguay     | Venezuela | 1 - 0 | 1 - 1     | Campeonato Sudamericano Sub-15 |
| 2 | 25 de noviembre de 2019 | Estadio General Adrián Jara, Luque, Paraguay     | Bolivia   | 0 - 1 | 0 - 3     | Campeonato Sudamericano Sub-15 |
| 3 | 8 de diciembre de 2019  | Estadio Defensores del Chaco, Asunción, Paraguay | Paraguay  | 1 - 2 | 1 - 2     | Campeonato Sudamericano Sub-15 |
| 4 | 8 de octubre de 2022    | Complejo de fútbol, Luque, Paraguay              | Chile     | 3 - 0 | 3 - 0     | Juegos Odesur 2022             |

## Estadísticas
| Club                       | Div.          | Temporada     | Liga  | Liga  | Copa  | Copa  | Internacional | Internacional | Total | Total |
| Club                       | Div.          | Temporada     | Part. | Goles | Part. | Goles | Part.         | Goles         | Part. | Goles |
| -------------------------- | ------------- | ------------- | ----- | ----- | ----- | ----- | ------------- | ------------- | ----- | ----- |
| Real Cartagena · Colombia  | 2.ª           | 2020          | 11    | 2     | 1     | 1     | -             | -             | 12    | 3     |
| Real Cartagena · Colombia  | 2.ª           | 2021          | 20    | 3     | 3     | 0     | -             | -             | 23    | 3     |
| Real Cartagena · Colombia  | 2.ª           | 2022          | 28    | 4     | 1     | 0     | -             | -             | 29    | 4     |
| Real Cartagena · Colombia  | 2.ª           | 2023          | 18    | 2     | 6     | 2     | -             | -             | 24    | 4     |
| Real Cartagena · Colombia  | 2.ª           | 2024          | 11    | 0     | 1     | 0     | -             | -             | 12    | 0     |
| Real Cartagena · Colombia  | Total club    | Total club    | 88    | 11    | 12    | 3     | 0             | 0             | 100   | 14    |
| Orsomarso S. C. · Colombia | 2.ª           | 2024          | 14    | 4     | -     | -     | -             | -             | 14    | 4     |
| Orsomarso S. C. · Colombia | 2.ª           | 2025          | 15    | 6     | -     | -     | -             | -             | 15    | 6     |
| Orsomarso S. C. · Colombia | Total club    | Total club    | 29    | 10    | 0     | 0     | 0             | 0             | 29    | 10    |
| Total carrera              | Total carrera | Total carrera | 117   | 21    | 12    | 3     | 0             | 0             | 129   | 24    |

## Palmarés

### Campeonatos internacionales
| Título                  | Equipo           | Sede     | Año  |
| ----------------------- | ---------------- | -------- | ---- |
| Torneo Odesur de Fútbol | Selección Sub-20 | Asunción | 2022 |

- Datos: Q110832517